# Jeannot Bürgi
Jeannot Bürgi, ook bekend als Hans, Jeanot, Janot of Jernot Bürgi, (Wenen 25 juni 1939 – Walenstadt, 17 november 2011) was een Zwitserse beeldhouwer, schilder en tekenaar, die langdurig in Nederland heeft gewoond en gewerkt.

## Leven en werk
Jeannot Bürgi werd waarschijnlijk in Wenen geboren als Igor Boris Charduchin. Zijn ouders waren van Oekraïense afkomst. Bürgi's vader maakte deel uit van een Internationale Brigade tijdens de Spaanse Burgeroorlog, waar hij Bürgi's moeder leerde kennen die daar in een veldhospitaal werkte. Zijn ouders gingen in Wenen wonen, waar zijn vader een (verzets-)krant uitgaf voor Oekraïners. Volgens Bürgi was zijn geboorte 'een ongelukje'.
Twee maanden na zijn geboorte werden zijn ouders gearresteerd door de Duitsers. Daarna is niets meer van hen vernomen. Kort voor hun arrestatie brachten Bürgi's ouders hem onder bij een bevriende jurist in Wenen, waar hij woonde totdat hij in 1942 in een staatskinderhuis werd geplaatst. Na de oorlog werd Bürgi naar Zwitserland gestuurd voor herstel, omdat hij tuberculose bleek te hebben. Hij kwam in huis bij het kinderloze echtpaar Bürgi, werd door hen geadopteerd en kreeg als doopnaam Johannes. In 1954 werd hij naar een Franse kostschool gestuurd, waar zijn naam werd veranderd in Jeannot, 'de kleine Jan'.
In het najaar van 1955 ontvluchtte hij de kostschool en zwierf hij geruime tijd door Frankrijk. Hij keerde weer terug naar Zwitserland waar hij weer tbc bleek te hebben. Tijdens een kuur van 18 maanden in Davos ontwikkelde zich bij hem de ambitie om beeldhouwer te worden.
Van 1959 tot 1960 ontving hij zijn opleiding aan de Kunstgewerbeschule Luzern. Hij was tot 1962 werkzaam in de Zwitserse steden Bürglen, Luzern en Davos. Hij was als beeldhouwer met name betrokken bij bouwprojecten, uitvoering van bronnen, industrieel ontwerp en ontwerp van kerkorgels.
In april 1962 kwam hij vanwege zijn liefdesrelatie naar Nederland, met de bedoeling om verder door te reizen naar zijn oom in Amerika. Hij bleef echter in Utrecht wonen en trouwde in 1963. Uit dit huwelijk werden twee dochters en twee zoons geboren, onder wie de chef-kok Caspar. Hoofdzakelijk door een grote opdracht van de stad Utrecht, als beeldhouwer bij monumentenzorg, was zijn Nederlandse periode de succesvolste in zijn carrière. In deze periode woonde hij achtereenvolgens in Utrecht, Vreeswijk en Doorn, en scheidde hij van zijn vrouw. In 1973 kreeg hij een relatie met de dochter van burgemeester Barend ter Haar Romeny, met wie hij zich in 1978 in Zwitserland vestigde, waar hij hertrouwde. Uit deze relatie werden vier kinderen geboren.
In 1981 richtte hij Atelier B81 op in Küsnacht. In deze Zwitserse gemeente heeft Bürgi ook diverse werken uitgevoerd, waaronder grafstenen in opdracht van de firma Brack Bildhauer en een aantal fonteinen in opdracht van de gemeente Küsnacht. Hij ontving in 1986 de Kulturpreis der Gemeinde Küsnacht. In 1986 nam hij samen met Galerie Roswitha Benkert deel aan Art Basel 1986.
In 1991 scheidde hij van zijn tweede vrouw. In 1994 kreeg hij opnieuw een relatie. Met zijn nieuwe vrouw maakte hij diverse verre reizen en woonde hij de laatste jaren van zijn leven in Walenstadt, Zwitserland. Jeannot Bürgi overleed op 17 november 2011 in Walenstadt.

## Werken in Nederland
Bürgi maakte als steenbeeldhouwer in Nederland veel werk voor de openbare ruimte, met name in Utrecht en Deventer. Hij maakte eveneens het houtsnijwerk voor orgels in diverse kerken in Utrecht.
- Jongen met kat (1965), Van Bijnkershoeklaan in Utrecht
- Gymnastiek (19??), Marinus van Meelstraat in Utrecht
- Heilige Ursula (1970), Broederenplein in Deventer
- Fontein (1971), Grote Kerkhof in Deventer
- Heilige Agnes met kloosterzusters - bronsreliëf (1975), Buiskensklooster in Deventer
- Eenheid in verscheidenheid (1982/3), Utrecht
- Watersculptuur (1989), Brennerbaan in Utrecht

### Consoles in Utrecht
Rond 1953 begon de gemeente Utrecht de werven aan de Oude- en Nieuwegracht te renoveren. Besloten werd de oude gaslantaarnpalen weer in het straatbeeld terug te brengen, met een aangepaste lampenkap ontworpen door Pyke Koch. Beeldhouwer Kees Groeneveld maakte hiervoor de eerste console.
In de loop van de tijd werden bijna alle lantaarnpalen van gebeeldhouwde consoles voorzien. 192 van de ongeveer 330 consoles zijn ontworpen/vervaardigd door Jeannot Bürgi over een periode van bijna twintig jaar. Er was een duidelijke ontwikkeling te zien in de manier waarop hij de console benaderde. In het begin was de benadering nog heel traditioneel, later werden de afbeeldingen uitgesprokener en cartoonesker.

## Fotogalerij

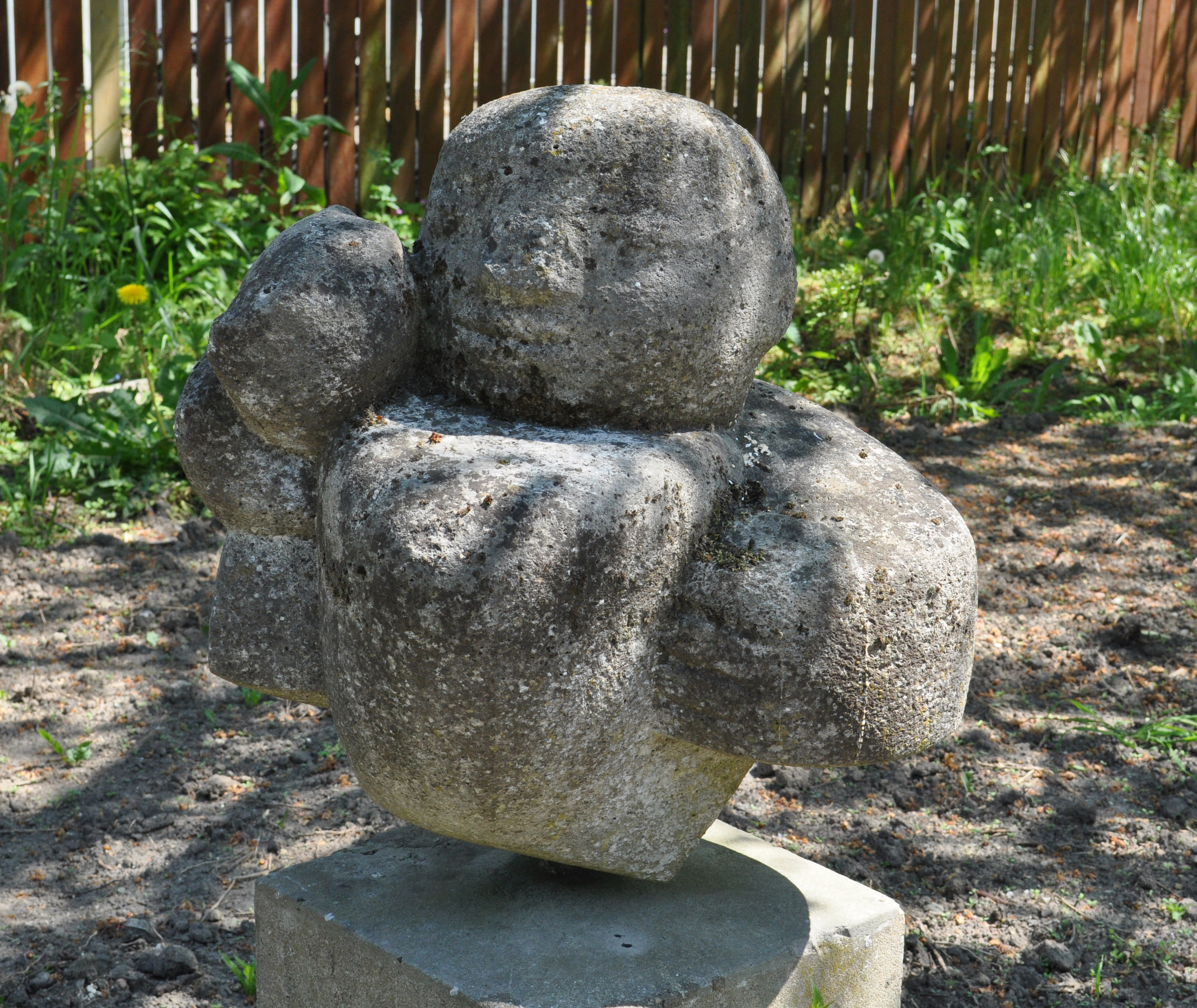
Jongen met kat, Utrecht
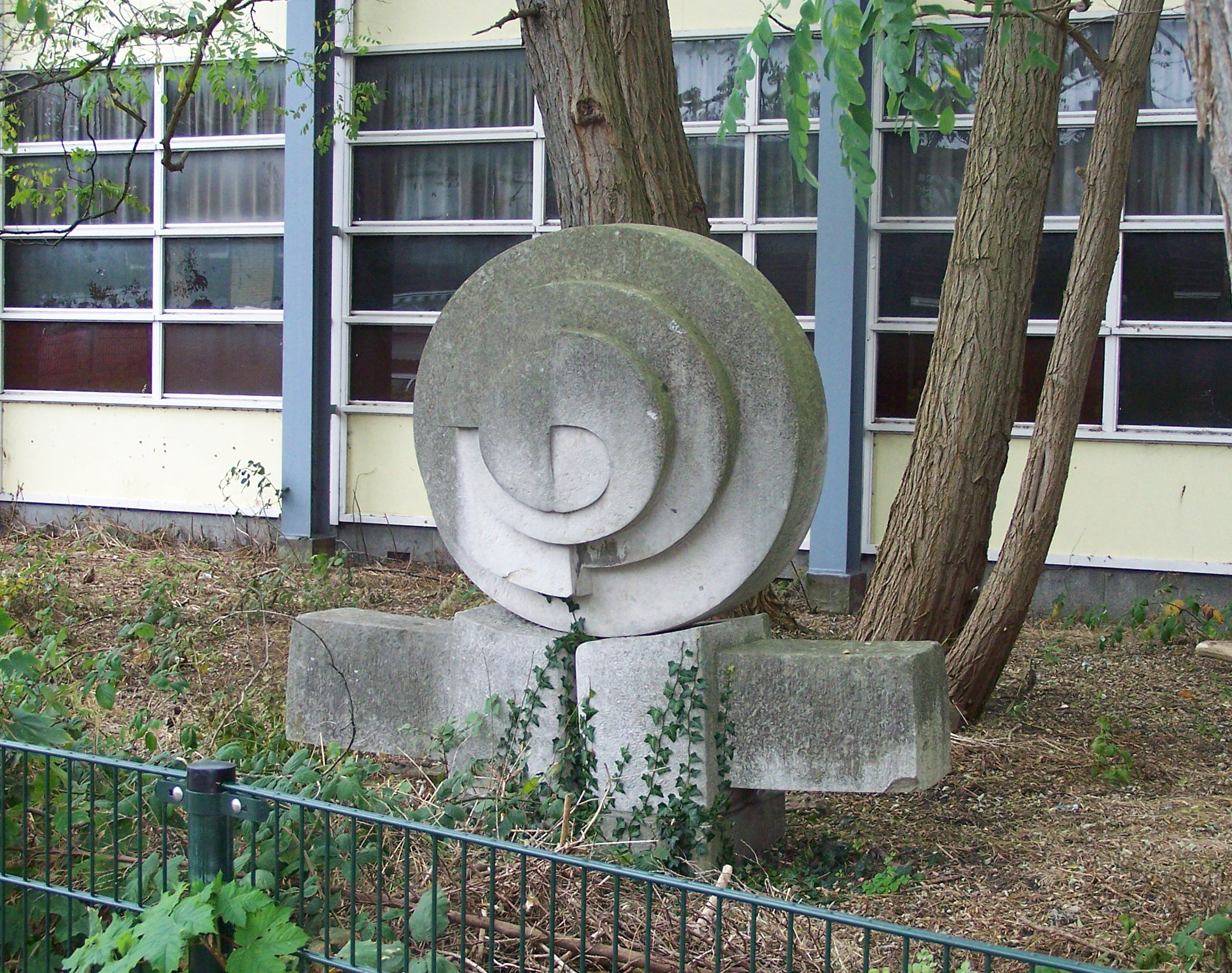
Gymnastiek in Utrecht
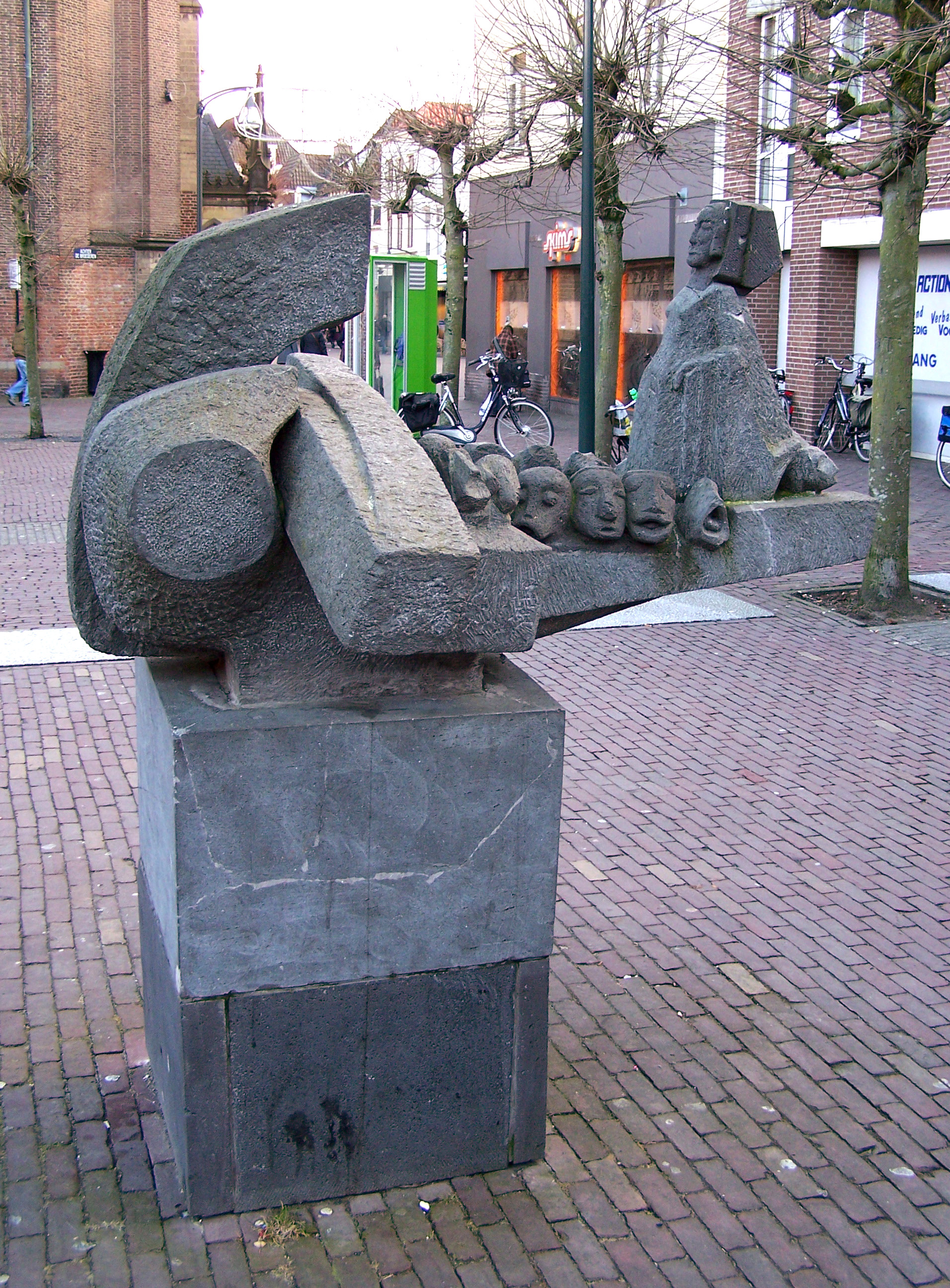
Heilige Ursula, Deventer
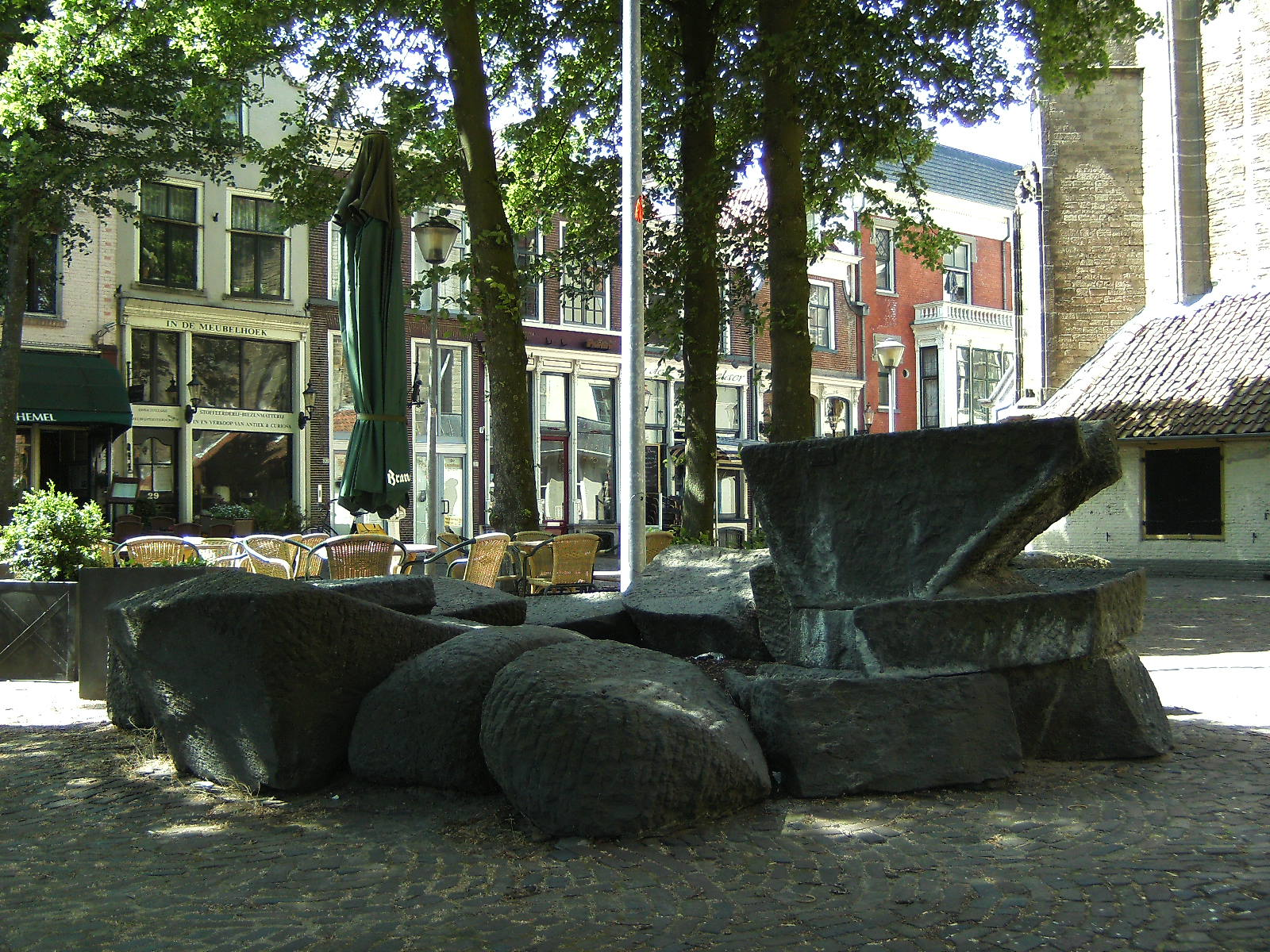
Watersculptuur, Deventer
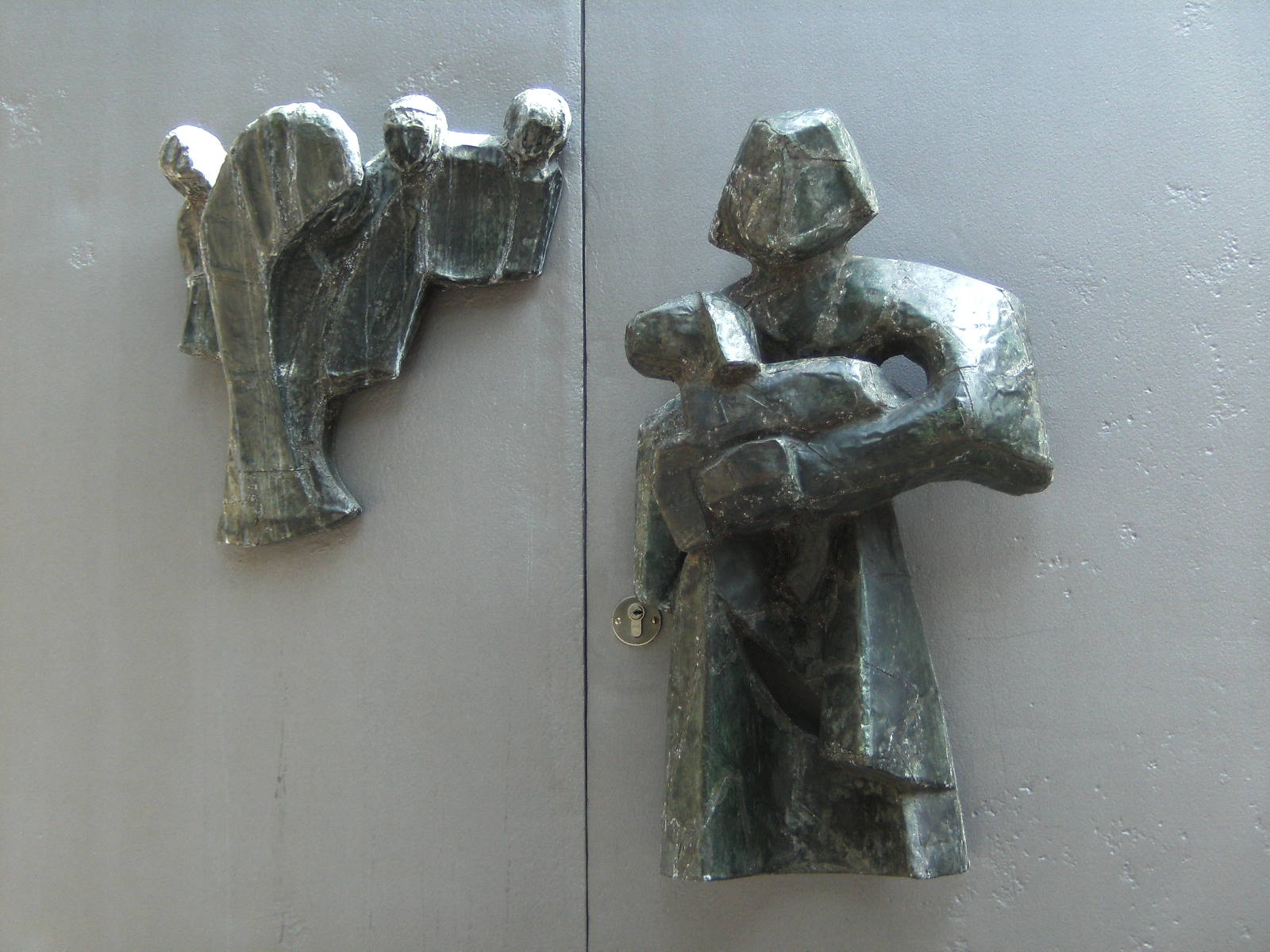
Heilige Agnes met kloosterzusters, Deventer
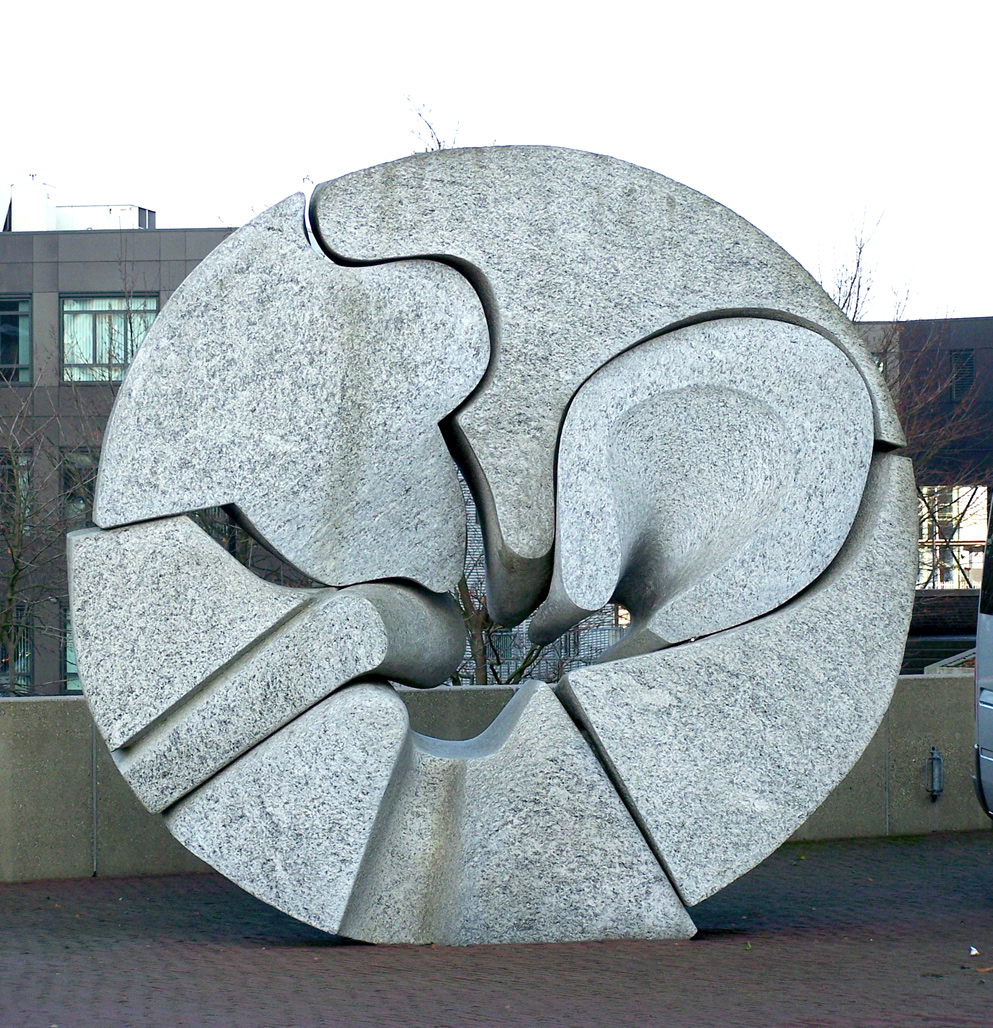
Eenheid in verscheidenheid of 'De Molensteen',[10] Utrecht